# 国鉄タキ10450形貨車
国鉄タキ10450形貨車（こくてつタキ10450がたかしゃ）は、かつて日本国有鉄道（国鉄）及び1987年（昭和62年）4月の国鉄分割民営化後は日本貨物鉄道（JR貨物）に在籍した私有貨車（タンク車）である。

## 概要
本形式はタキ7500形の後継車として1968年（昭和43年）4月26日より1974年（昭和49年）3月20日にかけて24両（アコタキ10450 - アコタキ10473）が日立製作所、富士車輌、川崎重工業、三菱重工業、日本車輌製造の5社にて製造された35t積（後に32t積）の濃硝酸専用のタンク車である。
タンク体は腐食防止のため、純アルミ製であり、「純アルミ」「連結注意」と表記される。
記号番号表記は特殊標記符号「アコ」（純アルミ製タンク車、全長 12 m 以下）を前置し「 アコタキ」と標記する。
落成時の所有者は日産化学工業、宇部興産、住友化学工業、日本水素工業（後に日本化成に社名変更）、旭化成工業の5社であり、それぞれの常備駅は速星駅、宇部港駅、桜島駅、宮下駅、南延岡駅であった。
1974年（昭和49年）1月17日に住友化学工業所有車4両（アコタキ10458 - アコタキ10461）が日本石油輸送へ名義変更された。
1973年（昭和48年）頃に濃硝酸専用タンク車の発煙・滴下事故が多発したため、1974年（昭和49年）に保安対策による荷重見直しを行い、35t積から32t積に変更された。
1979年（昭和54年）10月より化成品分類番号「侵（禁水）84」（侵食性の物質、水と反応する物質、腐食性物質、禁水指定のもの）が標記された。
塗色は銀色であり、全長は10,200 mm、全幅は2,590 mm、全高は3,860 mm、台車中心間距離は6,400 mm、実容積は23.3 m3、自重は14.6 t、換算両数は積車5.0、空車1.4、最高運転速度は75 km/h、台車はベッテンドルフ式で、アコタキ10450 - アコタキ10466は板ばね式のTR41Cであったが、後にコイルばね式のTR41DS-12に改造されている。アコタキ10467以降は製造時からコイルばね式のTR41E-12である。更にその後、三菱化学が所有する一部の車両は他車から転用したTR225へ換装した車両もあった。
1987年（昭和62年）4月の国鉄分割民営化時には全車（24両）の車籍がJR貨物に継承されたが、1990年（平成2年）にタキ10462が事故廃車され、1995年（平成7年）度末時点では23両が現存していたが、1998年（平成10年）度から淘汰が始まり、その後は老朽化や輸送体系の変化により、廃車が進み、2009年（平成21年）度に形式消滅した。

## 改造

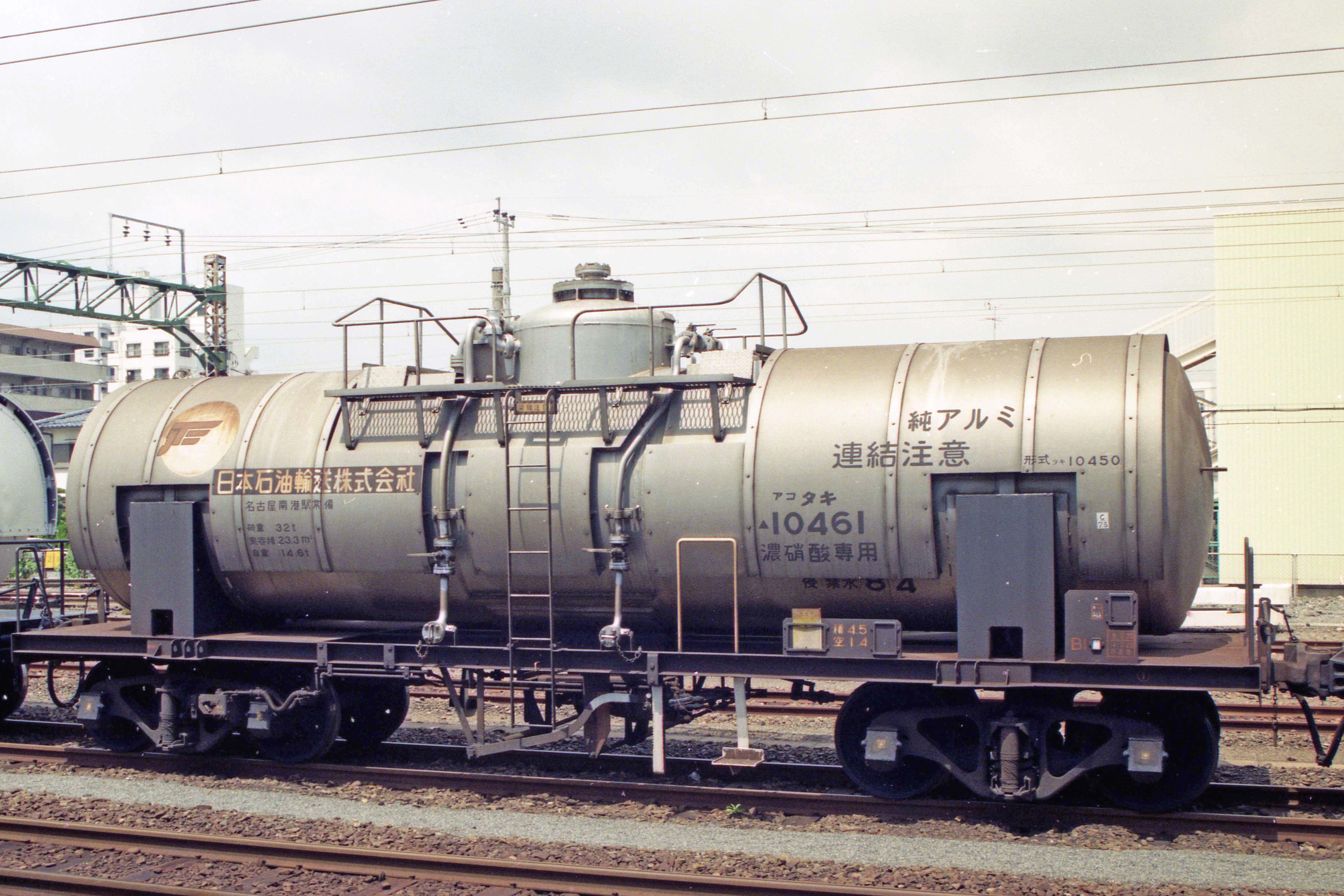
国鉄タキ10450形、^{アコ}タキ10461
1995年5月2日、大牟田駅
外板（キセ）取り付け改造車

アコタキ10453、アコタキ10461は保冷のために遮熱用の外板（キセ）を取り付ける改造を受けている。
アコタキ10461は1974年（昭和49年）に日立製作所にて改造を受けた。当初は4両（アコタキ10458 - アコタキ10461）が改造を受ける予定となっていたが、実際に改造されたのはアコタキ10461のみである。アコタキ10453はJR化後に改造された。

## 年度別製造数
各年度による製造会社と両数は次のとおりである。（所有者は落成時の社名）
- 昭和43年度 - 8両
  - 日立製作所 4両 日産化学工業（アコタキ10450 - アコタキ10453）
  - 富士車輌 4両 宇部興産（アコタキ10454 - アコタキ10457）
- 昭和44年度 - 3両
  - 日立製作所 3両 住友化学工業（アコタキ10458 - アコタキ10460）
- 昭和45年度 - 1両
  - 日立製作所 1両 住友化学工業（アコタキ10461）
- 昭和46年度 - 3両
  - 川崎重工業 3両 日本水素工業（アコタキ10462 - アコタキ10464）
- 昭和47年度 - 1両
  - 三菱重工業 1両 旭化成工業（アコタキ10465）
- 昭和48年度 - 8両
  - 日本車輌製造 1両 宇部興産（アコタキ10466）
  - 川崎重工業 3両 日本化成（アコタキ10467 - アコタキ10469）
  - 川崎重工業 2両 日本化成（アコタキ10470 - アコタキ10471）
  - 三菱重工業 2両 旭化成工業（アコタキ10472 - アコタキ10473）

## ギャラリー

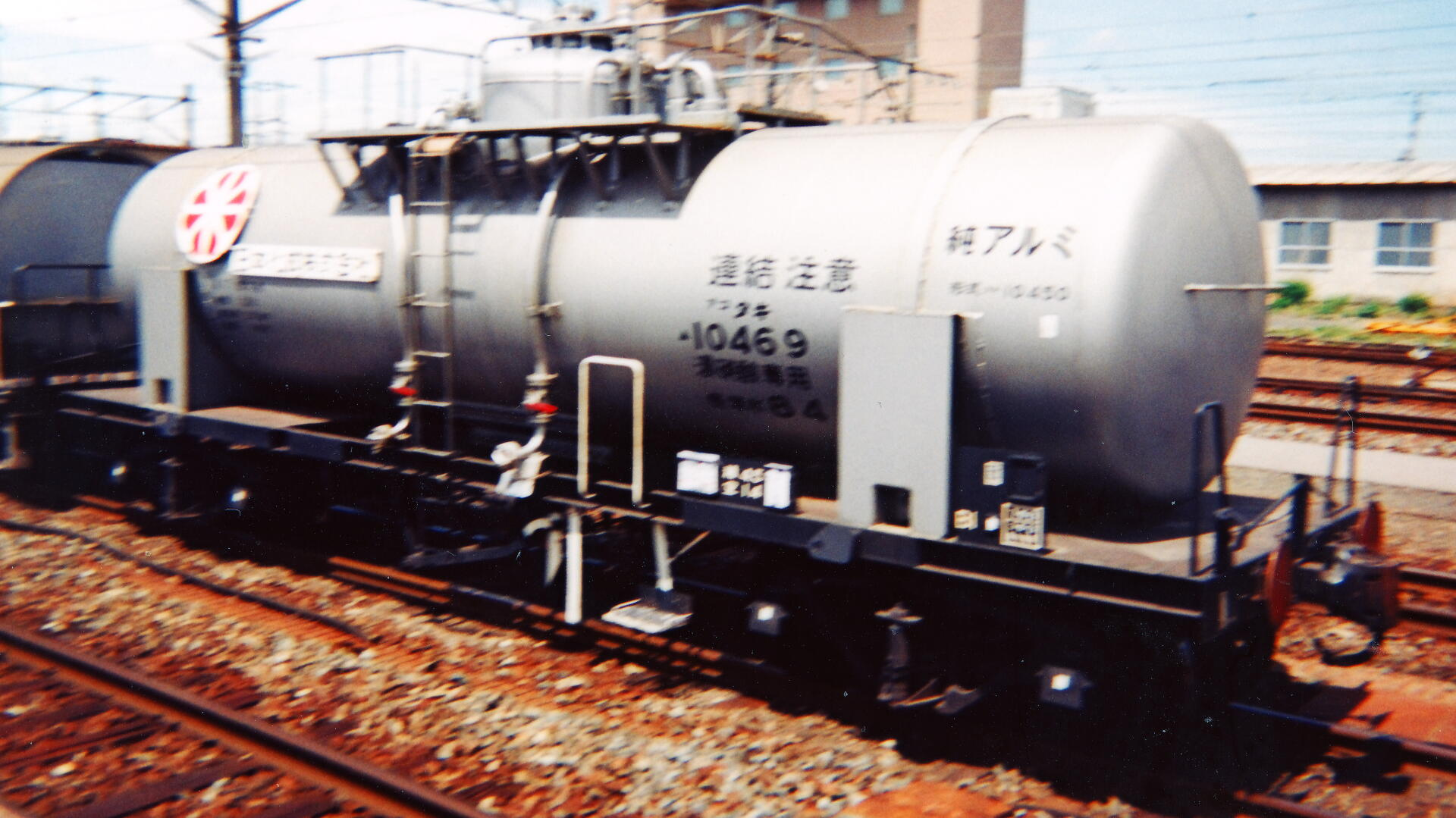
国鉄タキ10450形、アコタキ10469